# May Creek
May Creek és una concentració de població designada pel cens dels Estats Units a l'estat de Washington. Segons el cens del 2000 tenia 1.004 habitants.

## Demografia
Segons el cens del 2000, May Creek tenia 1.004 habitants, 373 habitatges, i 264 famílies. La densitat de població era de 226,7 habitants per km².
Dels 373 habitatges en un 40,5% hi vivien nens de menys de 18 anys, en un 57,4% hi vivien parelles casades, en un 8,3% dones solteres, i en un 29,2% no eren unitats familiars. En el 22,5% dels habitatges hi vivien persones soles el 5,6% de les quals corresponia a persones de 65 anys o més que vivien soles. El nombre mitjà de persones vivint en cada habitatge era de 2,69 i el nombre mitjà de persones que vivien en cada família era de 3,14.
Per edats la població es repartia de la següent manera: un 28,6% tenia menys de 18 anys, un 7,5% entre 18 i 24, un 36,3% entre 25 i 44, un 21,8% de 45 a 60 i un 5,9% 65 anys o més.
L'edat mediana era de 35 anys. Per cada 100 dones de 18 o més anys hi havia 106 homes.
La renda mediana per habitatge era de 46.310 $ i la renda mediana per família de 49.028 $. Els homes tenien una renda mediana de 45.000 $ mentre que les dones 30.521 $. La renda per capita de la població era de 20.322 $. Aproximadament el 4,9% de les famílies i el 6,4% de la població estaven per davall del llindar de pobresa.

## Poblacions més properes
El següent diagrama mostra les poblacions més properes.